# Rebecca Sugar
Rebecca Rea Sugar (Silver Spring, Maryland, 9 de julho de 1987) é uma animadora, compositora, ativista dos direitos LGBTQIA+ e diretora norte-americana. Ela estudou na School of Visual Arts de Nova Iorque. Tem notoriedade por ter criado a série de televisão animada Steven Universo, que estreou no Cartoon Network em novembro de 2013 e que foi a primeira série produzida pelo Cartoon Network criada por uma pessoa de apresentação feminina e não-binária. Além disso, também trabalhou na série Hora de Aventura como escritora e artista de storyboard. Em seus dois trabalhos, ela recebeu nomeação de quatro Prémios Emmy do Primetime.
Em 2012, a revista Forbes incluiu Rebecca na sua lista 30 Under 30 in Entertainment, destacando que foi responsável por "muitos dos melhores episódios de" Hora de Aventura. Sugar é bissexual e não binária, usando pronomes ela/dela e they singular, que serviu de inspiração para ela enfatizar a importância da representação LGBT na arte, especialmente no entretenimento infantil.

## Vida pessoal
Rebecca Sugar foi criada em Sligo Park Hills, área de Silver Spring, Maryland. Ela frequentou simultaneamente Montgomery Blair Highschool e o centro de arte visual de Albert Einstein Highschool onde foi semifinalista em uma competição de arte e ganhou o prestigiado Prêmio de caçadora de Hamlet Hamlet. Haimovicz do Condado de Montgomery. Durante na escola de Blair, ela desenhou diversos quadrinhos(chamado "The Strip" para o jornal da escola, "Silver Chips") onde ganhou o primeiro lugar Prêmio Individual de Redação e Edição.
Em Fevereiro de 2016, Ian Jones-Quartey confirmou via Twitter que ele e a Rebecca Sugar estavam em um relacionamento por oito anos, na época do tuíte. Ele acrescentou que a conheceu na School of Visual Arts de Nova Yorque. Em Julho de 2016, disse no painel da San Diego Comic-Con que os temas LGBT em Steven Universo é em grande parte baseado em experiências pessoais como uma mulher bissexual. Rebecca é não binária e usa pronomes femininos e neutros.

## Carreira
Rebecca Sugar entrou na equipe de Hora de aventura como revisora de storyboard na primeira temporada do desenho. Por causa da qualidade do seu trabalho, depois de um mês de ser contratada, é promovida para artista de storyboard fazendo a sua estreia na segunda temporada. O seu primeiro feito na série como artista de storyboard foi o episódio “Veio da Noitosfera”, lançado em 2010. Antes de tudo isso, Rebecca já havia lançado alguns outros trabalhos, como o curta de animação “Singles”, feito quando ainda era estudante.

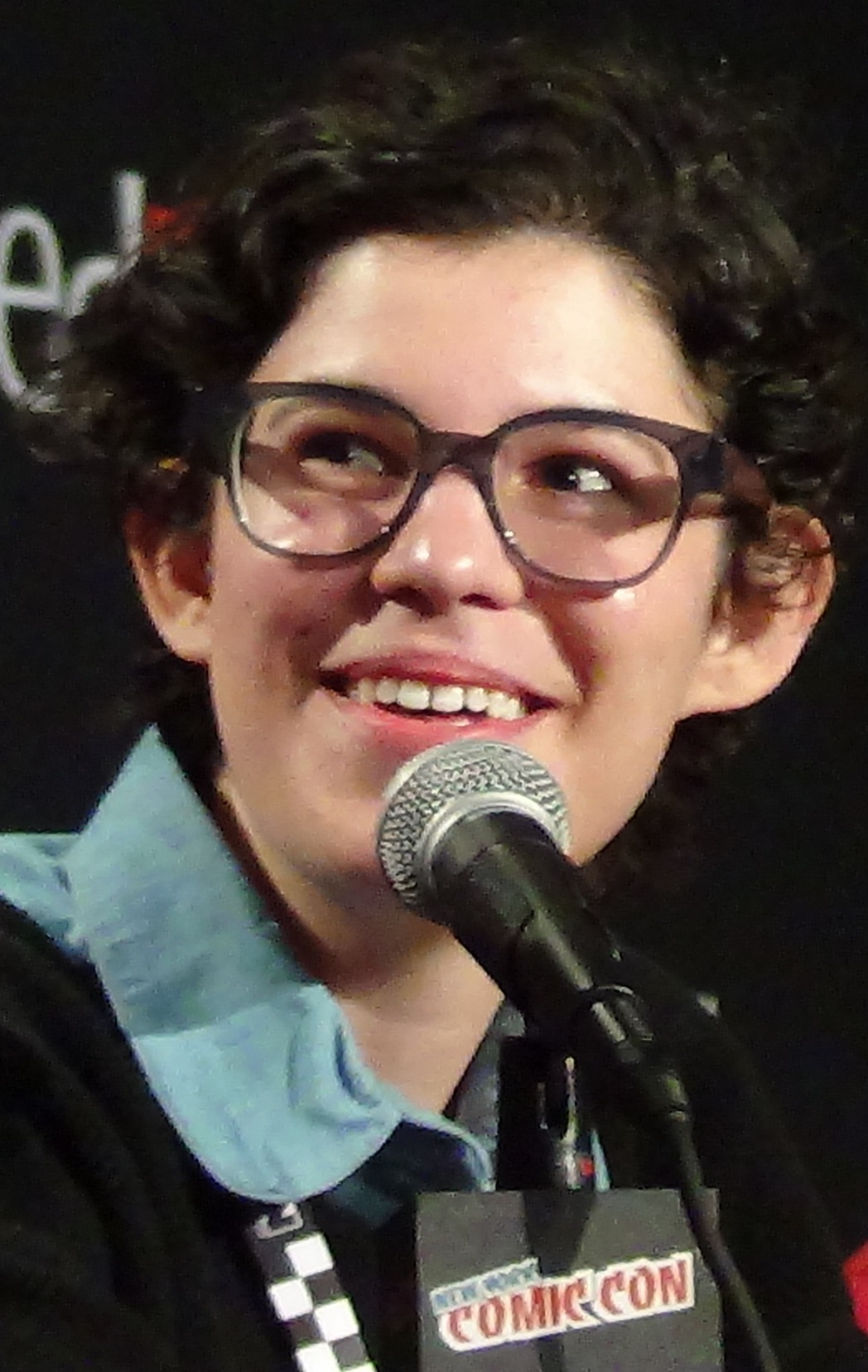
Rebecca na New York Comic Con em 2014.

A produção de Steven Universo começou enquanto a Sugar ainda trabalhava em Hora de aventura. Ela continuou no desenho até a quinta temporada, no qual saiu para se concentrar em Steven Universo. Seu último episódio em Hora de Aventura, foi "Simon and Marcy". Após o episódio, gerenciar os dois shows se tornou algo impossível de ser feito. Ela também encontrou dificuldade para produzir os episódios do desenho a partir de "Fiona and Cake". Rebecca voltou temporariamente na sétima temporada para compor a música "Everything Stays".
Rebecca Sugar fez o design da capa do álbum "True Romance" para Estelle, voz da personagem Garnet, do desenho Steven Universo. Ela também é conhecida por sua revista em quadrinho "Don't Cry for Me, I'm Already Dead".
Em 17 de setembro de 2023, Rebecca anunciou em suas redes sociais que lançaria seu primeiro álbum musical pessoal, Spiral Bound,  seria lançado em novembro de 2023. E em 9 de outubro, Rebecca anunciou que o álbum lançaria em 4 de novembro de 2023, justamente no dia que Steven Universe completa 10 anos de lançamento.
Em 11 de junho de 2025, em um evento do Annecy International Animation Film Festival, foi anunciado que uma série sequencial de Steven Universe, intitulada Steven Universe: Lars of the Stars, estava em desenvolvimento com o Prime Video, com o Cartoon Network Studios produzindo, enquanto Rebecca e Ian Jones-Quartey seriam os produtores executivos. Durante o evento, Sugar disse que sentia falta de seu mundo e de seus personagens, e disse que mal podia esperar para compartilhar a série e agradeceu a todos pelo apoio. Em 12 de junho de 2025, o Adult Swim anunciou que Rebecca, ao lado de Ian Jones-Quartey, Patrick McHale e Pendleton Ward, estavam desenvolvendo um especial de animação chamado "The Elephant" , com lançamento previsto para 2026.

## Filmografia
| Ano             | Título                             | Função                                                                       | Notas                              |
| --------------- | ---------------------------------- | ---------------------------------------------------------------------------- | ---------------------------------- |
| 2009            | Singles                            | Diretora, escritora, animadora e compositora.                                | Filme Curta                        |
| 2010-2013, 2018 | Hora de Aventura                   | Escritora, artista de storyboard, revisionista de storyboard, compositora    | Série Animada                      |
| 2015            | Hora de Aventura                   | Mãe de Marceline                                                             | Série Animada                      |
| 2012            | Hotel Transylvania                 | Artista de storyboard                                                        | Filme                              |
| 2013-2019       | Steven Universo                    | Criadora, produtora executiva, escritora, artista de storyboard, compositora | Série Animada                      |
| 2017-2019       | OK, K.O! Vamos Ser Heróis          | Compositora e performer (música final)                                       | Série Animada                      |
| 2019            | Steven Universo: O Filme           | Diretora, produtora executiva, escritora, artista de storyboard, compositora | Filme para Televisão               |
| 2019-2020       | Steven Universo Futuro             | Criadora, produtora executiva e compositora                                  | Série Animada limitada             |
| 2021            | Amphibia                           | Compositora                                                                  | Episódio: "Froggy Little Christmas |
| 2021            | Amphibia                           | Voz Original: Artista de Rua                                                 | Episódio: "Froggy Little Christmas |
| 2023-presente   | Hora de Aventura: Fionna e Cake    | Compositora                                                                  | Episódio: "Simon Petrikov"         |
| 2023-presente   | Hora de Aventura: Fionna e Cake    | Compositora                                                                  | Episódio: TBA                      |
| 2026            | The Elephant                       | Criadora, roteirista e animadora                                             | Especial animado                   |
| TBA             | Steven Universe: Lars of the Stars | Criadora, produtora executiva e compositora                                  | Série Animada                      |